# サラゴサ国際博覧会
サラゴサ国際博覧会（サラゴサこくさいはくらんかい、Expo Zaragoza 2008）は、スペインアラゴン州サラゴサで2008年6月14日から9月14日までの93日間行われた国際博覧会で、2005年12月第138回BIE総会において正式認定された初めての認定博である。

テーマは「水と持続可能な開発(Water and Sustainable Development)」。

サブテーマは「水─限りある資源（Water,a unique resource） 」「生命の源である水（Water for life）」「水のある風景（Waterscapes）」「水─人々をつなぐ要素（Shered water）」。

愛称は「ZH2O」。サラゴサの「Z」と水を意味する「H2O」の組み合わせ。日本政府は2006年10月20日に独立行政法人日本貿易振興機構(JETRO)を参加機関とし、公式に参加を表明した。

## シンボルマーク
「EXPO ZARAGOZA2008」はスペインの国旗を現す青・赤・黄で彩られ、都市を象徴している。
サラゴサ市を表す「Z」は水滴をイメージしたデザインで、「EXPO ZARAGOZA2008」との重なりにより都市と水の共生を表現している。

## マスコット

### フルービー(Fluvi)
身体が半透明のゼリー状の水生命体。陽気な性格で、触れるものすべてを浄化する能力がある。
すべての水の供給を図るポーシス（POSIS）一族の一員でエブロ川の川辺に住んでいる。動くと周囲に小さな水滴を放つ。"水と持続可能な開発"を体現したキャラクター。少し気難しいポー（PO）という友人がいる。
ネガス（NEGAS）という水を吸収し、汚染するポーシスと相反する水生命体の敵がいる。ネガスは水を得るほど強大になり、水を失うと弱体化する。フルービの力はネガスに水を奪われた土地を回復させることができる。
公募によりカタルーニャ州在住のセルジ・ロペスのデザイン・設定が採用された。

### アニメ
『Las Aventuras de Fluvi』というタイトルで2007年から2008年にスペインで放送。第1期は2007年12月24日、第2期は2008年7月14日から放送。
第2期は2005年愛知万博との共同制作となっており、前半の話数にモリゾーとキッコロがゲストとして登場する。日本ではモリゾーとキッコロが登場した話数を『モリゾー・キッコロとフルービー 守れ!みんなの水の惑星』として2008年5月5日・5月6日にNHK教育テレビで放送された。
アニメーション制作はスペインのHampa Studioが担当。

#### 声の出演（アニメ版）
- モリゾー - 八奈見乗児
- キッコロ - 渡辺菜生子
- フルービー - 摩味
- イツカ - 大本眞基子
- セク - 稲田徹
- ラスパ - 龍田直樹
- ニコ - 鉄炮塚葉子
- ラウリータ - 柿沼紫乃

#### 各話リスト
| 話数      | サブタイトル                                           |
| --------- | ------------------------------------------------------ |
| 1 （S1）  | La gota que gotea                                      |
| 2         | La medalla ponzoñosa                                   |
| 3         | Las cisternas tragonas                                 |
| 4         | Ocho Gotas                                             |
| 5         | El señor de los residuos                               |
| 6         | Anikilator                                             |
| 7         | El fantasma eléctrico                                  |
| 8         | Así empezó todo                                        |
| 9         | La gran carrera                                        |
| 10        | Cambio climático                                       |
| 11        | Viaje al futuro                                        |
| 12        | Las bolsas del supermercado                            |
| 13        | El gran chasco                                         |
| 14 （S2） | Made in Japan フルービーがやってきた                   |
| 15        | Monte Fuji 富士山危機いっぱつ                          |
| 16        | El dragón del mar 海の怪物                             |
| 17        | Fiesta agua 水の万博                                   |
| 18        | Codo con codo みんなで力をあわせて                     |
| 19        | Adiós no, hasta luego サヨナラじゃないよまた会う日まで |
| 20        | H2O a gogo                                             |
| 21        | Piratas Marsalados                                     |
| 22        | Tiempos Modernos                                       |
| 23        | Monstruos S.L.                                         |
| 24        | Una de Indios y Vaqueros                               |
| 25        | La invasión del mejillón cebra                         |
| 26        | Hasta nunca Sec                                        |

## 入場料
- 一日券
  - 35ユーロ
- 三日券
  - 70ユーロ
- シーズンパスポート
  - 210ユーロ
- 夜間入場券（午後8時以降入場）
  - 18ユーロ

事前購入割引あり。
小人、中人、老人・身体障害者、ユースカード、団体等各種割引あり

## 日本デー
- 2008年7月21日

日本デーとして日本館はじめさまざまなイベントが行われた。

## 企業協賛
- パートナー（最低拠出金600万ユーロ）
- スポンサー（最低拠出金200万ユーロ）
- メディアスポンサー（新聞社等）
- コンテントスポンサー（最低拠出金150万ユーロ）
- フレンド・オブ・エキスポ（最低拠出金10万ユーロ）